# Love Comes to Everyone
Love Comes to Everyone (englisch für „Die Liebe kommt zu jedem“) ist ein Lied von George Harrison, das dieser 1979 für sein Soloalbum  George Harrison aufnahm und das im Juli 1979 als Single A-Seite ausgekoppelt wurde.

## Hintergrund

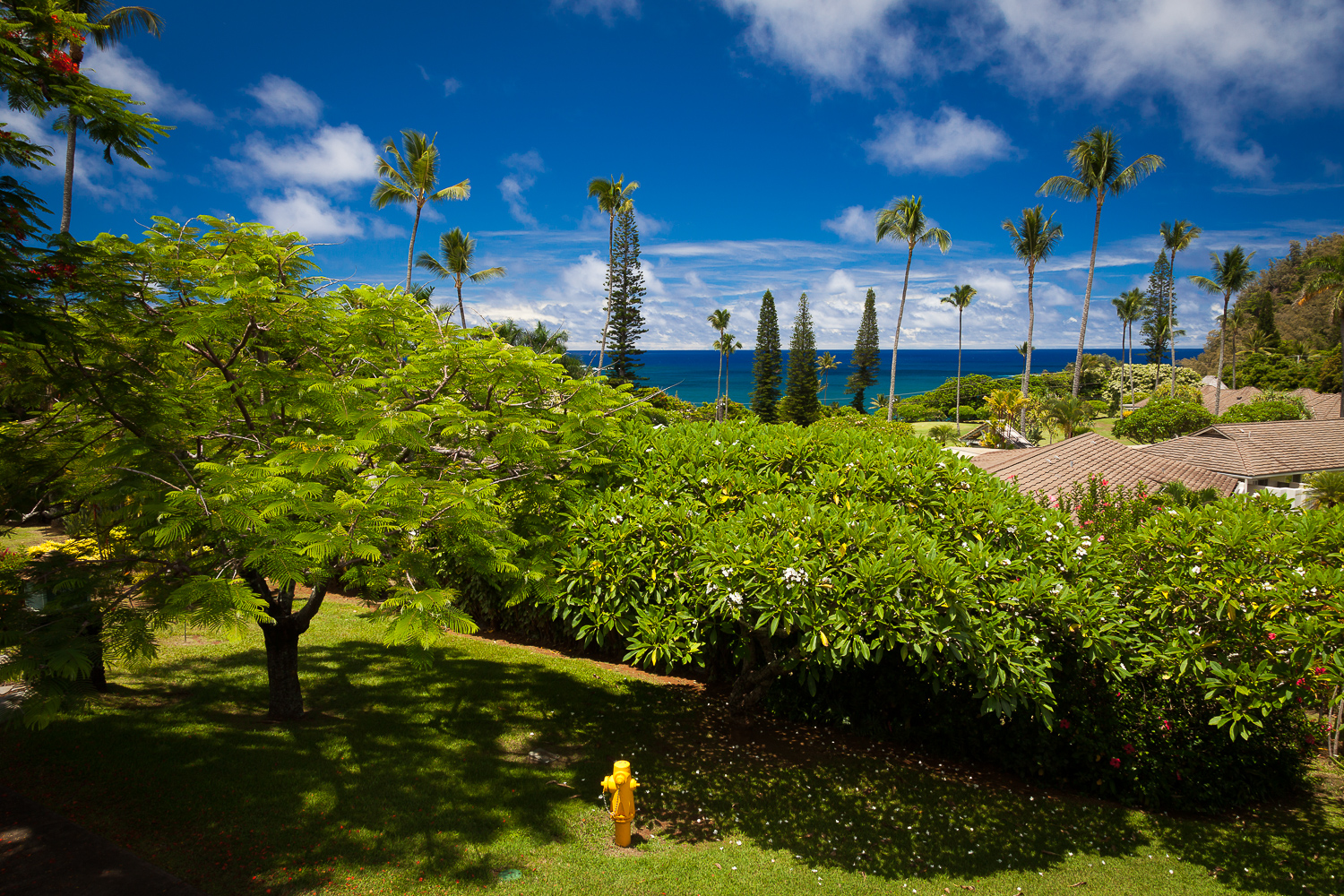
Hawaii, wo Harrison Love Comes to Everyone fertig komponierte

Love Comes to Everyone ist der Eröffnungssong von George Harrisons selbstbetitelten Soloalbum. George Harrison schrieb in seinem Buch I Me Mine über das Lied: „Love Comes to Everyone habe ich im Herbst 1977 begonnen und den Text im Februar 1978 auf Hawaii geschrieben. Die Melodie wurde von dem Gitarreneffekt namens "Roland" inspiriert. Die Texte sind sehr optimistisch.“
Die Aussage des Textes von Love Comes to Everyone wird im Wesentlichen mit dem Titel abgedeckt: Es braucht zwar Zeit, aber die Liebe wird jeden erreichen. Es wird nicht definiert ob es sich um die Liebe zu einem Menschen oder zu Gott handelt.
Love Comes to Everyone war die erste neue Komposition, die für das Album geschrieben wurde.
Eric Clapton, der mit der Ex-Frau von George Harrison, Pattie, verheiratet war, spielte die Gitarreneinleitung zum Lied. Der Co-Produzent Russ Titelman sagte zu der Situation: „Er (Clapton) kam mit Pattie zum Friar Park. Er trank damals immer noch, er haute richtig rein. Er kam herein und wir saßen in der Küche und tranken Tee, Eric trank einen Cognac, aber es war alles völlig in Ordnung. Keine Spannungen.“
Ursprünglich plante Harrison Love Comes to Everyone als erste Singleauskopplung aus dem Album zu veröffentlichen, er wurde aber überzeugt, dass Blow Away mehr Hitpotenzial besaß. Im Gegensatz zu Blow Away und Faster wurde für Love Comes to Everyone kein Musikvideo produziert.
Harrison spielte Love Comes to Everyone am Eröffnungstag seiner Japan-Tournee 1991 mit Eric Clapton, aber es wurde für die folgenden Shows gestrichen. Clapton coverte den Song 2005 auf seinem Album Back Home als Hommage an Harrison, vier Jahre nach dessen Tod.

## Aufnahme
Die Aufnahmen für Love Comes to Everyone fanden zwischen März und Oktober 1978 in George Harrisons eigenem Friar Park Studio, Henley on Thames (F.P.S.H.O.T.), Oxfordshire statt. Ausführende Produzenten des Liedes waren George Harrison und Russ Titelman. Toningenieure waren Lee Herschberg, Philipp McDonald und Kumar Shankar.
Besetzung:
- George Harrison: Gesang, E-Gitarre
- Eric Clapton: E-Gitarre
- Steve Winwood: Polymoog, Hintergrundgesang
- Neil Larsen: E-Piano, Orgel
- Willie Weeks: E-Bass
- Andy Newmark: Schlagzeug
- Ray Cooper: Perkussion

## Veröffentlichung
- Am 23. Februar 1979 erschien in Großbritannien und am 20. Februar in den USA das Album George Harrison auf dem sich auch Love Comes to Everyone befindet.
- Die zweite Singleauskopplung Love Comes to Everyone / Soft-Hearted Hana erschien am 27. April 1979 in Großbritannien,[2] in den USA[3] wurde die Single mit der B-Seite Soft Touch am 14. Mai 1979 veröffentlicht. Die Singleversion von Love Comes to Everyone wurde gekürzt. Die Single wurde nicht in Deutschland veröffentlicht. Die Promotionsingle wurde in den USA wie folgt veröffentlicht: Auf der A-Seite befindet sich die Mono-Version und auf der B-Seite die Stereo-Version der A-Seite der Kaufsingle.[4]
- In Brasilien wurde eine EP mit folgenden Liedern veröffentlicht: Blow Away / Love Comes to Everyone / Soft Touch / Faster.[5]
- Love Comes to Everyone befindet sich auf dem 1989er Kompilationsalbum von George Harrison Best of Dark Horse 1976–1989. Diese Version hat einen neuen Edit (3:40) und ist somit etwas länger als der Single-Edit.

## Coverversionen
Es gibt mindestens vier bekannten Coverversionen von Love Comes to Everyone. Eric Clapton veröffentlichte 2005 seine Version des Liedes auf dem Album Back Home.